# 공존: Part 01.Sunset
《공존: Part 01.Sunset》는 김경호의 10번째 정규음반의 첫 번째 부분으로, 타이틀은 사랑이 들린다면이다.

## 수록곡
| #  | 제목                              | 작사   | 작곡           | 재생 시간 |
| -- | --------------------------------- | ------ | -------------- | --------- |
| 1. | 〈사랑이 들린다면TITLE〉          | 김동현 | 김동현         | 4:33      |
| 2. | 〈너를 기다려〉                   | 이혁   | 김동혁         | 4:57      |
| 3. | 〈다짐〉                          | 유주형 | 유주형         | 4:09      |
| 4. | 〈노을〉                          | 정은경 | 김동혁         | 4:18      |
| 5. | 〈달의 눈물〉                     | 김동현 | 김경호, 박창곤 | 4:45      |
| 6. | 〈Get On Your Feet〉              | 김경호 | 김경호, 박창곤 | 3:44      |
| 7. | 〈사랑이 들린다면 (Radio Edit.)〉 | 김동현 | 김동현         | 4:06      |
| 8. | 〈사랑이 들린다면(Inst.)〉        |        | 김동현         | 4:33      |

## 수록곡 세션 정보
1. 사랑이 들린다면
- 작사/작곡 : 김동현
- 편곡 : 홍동표, 양남승

- 어쿠스틱 기타 : 김기홍
- 일렉트로닉 기타 : 오윤철
- 베이스 : 정의정
- 키보드 : 전계리
- 드럼 : 왕명호
- 코러스 : 김경호, 김동현, 안젤로(조남욱)
- 스트링 편곡 : 홍동표

2. 너를 기다려
- 작사 : 이혁
- 작곡/편곡 : 김동혁

- 기타 : 송진석
- 베이스 : 정의정
- 피아노 : 김동혁
- 드럼 : 왕명호
- 코러스 : 안젤로(조남욱)
- 스트링 편곡 : 김동혁

3. 다짐
- 작사/작곡 : 유주형
- 편곡 : 홍동표

- 피아노 : 박지운
- 클라리넷 : 유정서
- 프로그래밍/스트링 편곡 : 홍동표

4. 노을
- 작사 : 정은경
- 작곡/편곡 : 김동혁

- 기타 : 송진석
- 베이스 : 정의정
- 피아노 : 김동혁
- 드럼 : 왕명호
- 코러스 : 김경호, 안젤로(조남욱)
- 스트링 편곡 : 김동혁

5. 달의 눈물
- 작사 : 김동현
- 작곡 : 김경호, 박창곤
- 편곡 : 박창곤

- 기타 : 박창곤
- 베이스 : 신현권
- 피아노 : 박지운
- 드럼 : 왕명호
- 코러스: 김경호
- 스트링 편곡 : 홍동표

6. Get on your feet
- 작사 : 김경호
- 작곡 : 김경호, 박창곤
- 편곡 : 박창곤

- 기타 : 박창곤
- 베이스 : 신현권
- 피아노 : 박지운
- 드럼 : 왕명호
- 코러스 : 김경호